# ریا تازا
ریا تازا (به ارمنی: Ռյա Թազա، در زبان کردی به‌معنی راه تازه) یک روستا در ارمنستان است که در استان آراگاتسوتن واقع شده‌است. در کیلومتری شمال آشتاراک، مرکز استان آراگاتسوتن واقع شده است.

## خصوصیات
ریا تازا ۴۴۳ نفر جمعیت دارد و در ارتفاع متر بالاتر از سطح دریا قرار گرفته است.